# منظمة النيازك الدولية
تأسست منظمة النيازك الدولية ( IMO ) International Meteor Organization رسميًا في عام 1988 من التجمعات العلمية السابقة على مدار سنوات عديدة. تضم منظمة النيازك الدولية عدة مئات من الأعضاء وتم إنشاؤها استجابة للحاجة المتزايدة باستمرار للتعاون الدولي بشأن أعمال رصد النيازك للهواة والمحترفين. يضمن جمع أرصاد النيازك بعدة طرق من جميع أنحاء العالم إجراء دراسة شاملة عن زخات النيازك وعلاقتها بالمذنبات والغبار بين الكواكب .
تنشر منظمة النيازك الدولية مجلة نصف شهرية تسمى WGN  اختصارا لــ workgroup news , وتعقد مؤتمر النيازك الدولي السنوي (IMC) في سبتمبر. 

## أنظر أيضا
- جمعية النيزك الأمريكية
- قائمة المجتمعات الفلكية
- النيازك
- 2023 BU

1. ↑  WGN = "werkgroepnieuws" (Dutch language), in English as "workgroup news". WGN was initially a circular before it became a journal.

## روابط خارجية
- الموقع الرسمي
- International Meteor Organization on Facebook
- IMOmeteors على تويتر.
- International Meteor Organization's channel on YouTube
- WGN, the Journal of the International Meteor Organization

1. ↑  IMO website.